# Папа Буба Диоп
Папа Буба Диоп е бивш сенегалски футболист, полузащитник.

## Кариера
На Световното първенство по футбол 2002 г. отбелязва изключително важен гол срещу тима на Франция. Играе пред защитата на своя отбор и с ръста си от 195 см е особено труден за преодоляване. От 2007 година е в състава на ФК Портсмут. През 2008 г. печели с отбора ФА Къп. Почива на 29 ноември 2020 г.